# Bulbophyllum baronii
Bulbophyllum baronii là một loài phong lan thuộc chi Bulbophyllum.